# John William Fortescue
Pour les articles homonymes, voir John Fortescue.

Armoiries des Fortescue

John William Fortescue  (28 décembre 1859 – 22 octobre 1933), est un historien britannique, professeur à l'université d'Oxford.

## Biographie
Il est le cinquième fils et neuvième enfant d'Hugh Fortescue (1818-1905), 3e comte Fortescue, et de son épouse, Georgiana Augusta Charlotte Caroline Dawson-Damer (1826-1866). Il est un descendant direct de John Fortescue, le Chief Justice du XVe siècle.
Fortescue est président de la Royal Historical Society de 1921 à 1925 et est nommé chevalier commandeur de l'ordre royal de Victoria en 1926.